# Andante
Andante (it. "gående") är en tempobeteckning inom musik som angiver en måttlig och lugn, tämligen långsam rörelsegrad, emellan adagio och allegro, men närmare det förra. Väl att märka, betyder più andante "fortare" (och icke "långsammare"), meno andante däremot "långsammare". Andante är även benämning på fristående tonstycken i detta tempo och ofta namn på den långsamma satsen (vanligen den andra) i en sonat, symfoni eller instrumentalkvartett. Ej sällan utgörs ett andante av tema med variationer.
Andantino är ett andante-stycke av ringare omfång och enklare byggnad. Andantino är också en tempobeteckning, som egentligen utmärker en lindrigt långsammare rörelsegrad än andante, men som av många hålls för en lindrigt hastigare än detta.